# 北陸ロマン
「北陸ロマン」（ほくりくロマン）は、谷村新司が制作した楽曲。通算56枚目のシングル。

## 解説
2015年3月14日にダウンロード配信開始。JR西日本のCMソングで、北陸新幹線金沢開業記念キャンペーンソングとして書き下ろされた。
同CMに出演した仲間由紀恵とのデュエット曲として2015年9月16日に「谷村新司×仲間由紀恵」名義にて「北陸ロマン ～プレミアムデュエットバージョン～」としてユニバーサルミュージックからCDシングルにて発売。ボーナス・トラックが収録される。
特典付の初回限定盤と通常盤の2形態で発売。初回限定盤の特典として、JR西日本オリジナル北陸新幹線かがやきのスリーブケースと丸型ステッカー、「北陸ロマン ～プレミアムデュエットバージョン～」の楽譜を封入。
谷村のデュエット曲は、1984年に「忘れていいの-愛の幕切れ-」で小川知子とデュエットして以来31年ぶり、仲間は2006年に「恋のダウンロード」（仲間由紀恵withダウンローズ名義）をリリースして以来9年ぶりのシングル曲となった。
CD発売直前の2015年9月5日の『ミュージックフェア』（フジテレビ）において、谷村・仲間が「北陸ロマン ～プレミアムデュエットバージョン～」を披露している。

## 収録曲
全曲作詞・作曲：谷村新司   編曲：瀬戸谷芳治
1．北陸ロマン ～プレミアムデュエットバージョン～
2．北陸ロマン ～プレミアムデュエットバージョン～ （カラオケ with 仲間由紀恵）
3．北陸ロマン ～プレミアムデュエットバージョン～ （カラオケ with 谷村新司）
4．北陸ロマン ～プレミアムデュエットバージョン～ （カラオケ）
5．ボーナス・トラック ～車内メロディ（北陸ロマン）+車内放送イメージ音声

## 追記
2015年4月22日発売のアルバム『NIHON ～ハレバレ～』にて谷村によるソロバージョンを収録。
2015年10月1日より北陸新幹線W7系（JR西日本所有）及び、特急サンダーバードに使用される683系の車内チャイムとして採用されている。当初は期間限定であったが、2024年現在においても継続使用されている。また、2024年12月2日より、特急しらさぎの車内チャイムとしての使用を開始した。